# Diethylcadmium
Diethylcadmium ist eine cadmiumorganische Verbindung.

## Darstellung
Diethylcadmium kann mittels Grignard-Reaktion aus Ethylmagnesiumbromid und Cadmiumbromid hergestellt werden.
{\displaystyle {\ce {2H5C2MgBr + CdBr2 -> (H5C2)2Cd + 2MgBr2}}}

## Verwendung
Diethylcadmium kann zur Darstellung weiterer cadmiumorganischer Verbindungen verwendet werden.
Mit Dirhodan entsteht Ethylcadmiumthiocyanatund Ethylthiocyanat.
{\displaystyle {\ce {(C2H5)2Cd + (SCN)2 -> H5C2CdSCN + H5C2SCN}}}
Durch Reaktion mit Trifluoriodmethan bei −40 °C entsteht Bis(trifluormethyl)cadmium sowie Iodethan.
{\displaystyle {\ce {(C2H5)2Cd + 2CF3I -> (CF3)2Cd + 2C2H5I}}}